# Gobierno de José Canalejas

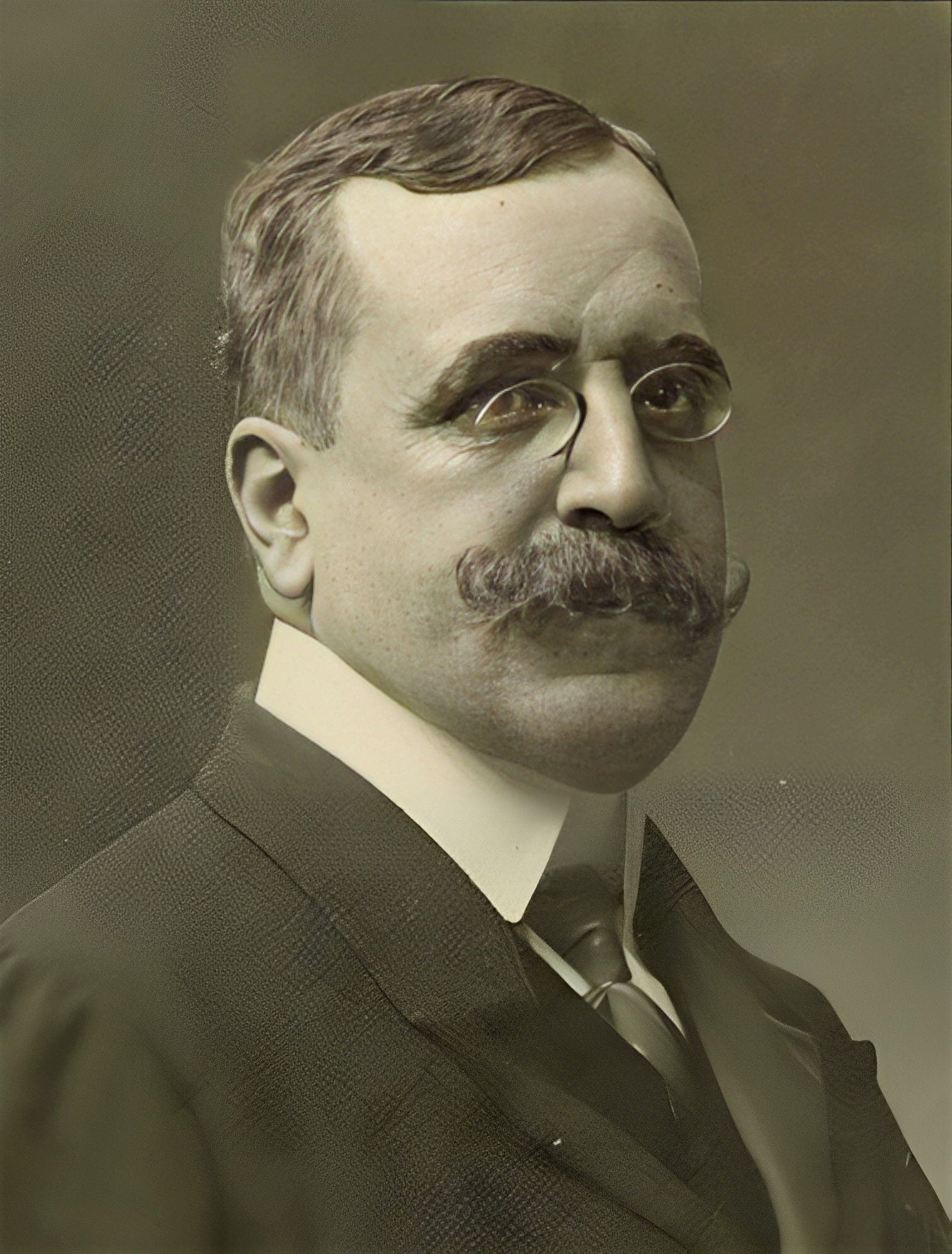
José Canalejas.

El gobierno de José Canalejas fue el gobierno español presidido por el liberal José Canalejas entre febrero de 1910 y noviembre de 1912 durante el periodo constitucional del reinado de Alfonso XIII. Su importancia radica en que, tras el gobierno largo de Antonio Maura, fue el segundo intento de «regeneración desde dentro» del régimen político de la Restauración pero el asesinato de Canalejas por un anarquista en la Puerta del Sol de Madrid truncó su proyecto de democratización de la Monarquía de Alfonso XIII.

## La caída de Moret y el acceso al poder de Canalejas
El gobierno del liberal Segismundo Moret, que había sucedido al gobierno largo de Antonio Maura, duró pocos meses. Su aproximación a los republicanos abrió una crisis en el partido liberal que fue aprovechada por el rey para intervenir y nombrar en febrero de 1910 a José Canalejas como nuevo presidente del gobierno. Moret había comenzado a negociar el encasillado de las próximas elecciones —en las que el gobierno se dotaría de una mayoría amplia en las Cortes— con el líder republicano Alejandro Lerroux y con el reformista Melquiades Álvarez, sus aliados para derribar a Antonio Maura, lo que provocó el descontento entre el resto de líderes liberales que se sintieron relegados y que hicieron llegar su inquietud al rey. A principios de febrero de 1910, Alfonso XIII declaró, sin mencionar a Moret, que «el partido liberal tiene necesidad de estar unido, de suerte que queden en él ponderados todos sus matices y tendencias y yo deseo para él una vida larga y fecunda». Pocos días después Moret solicitó al rey el decreto de disolución de las Cortes para convocar nuevas elecciones pero Alfonso XIII no se lo otorgó y Moret tuvo que dimitir. Según sus allegados Moret se mostró «dolido y amargado con la conducta del rey para con él». El rey por su parte le explicó al embajador francés que Moret se encontraba en una «situación falsa» al no tener el apoyo del resto de líderes liberales y que además había sido demasiado complaciente con los republicanos. También contó en su decisión de retirarle la confianza la avanzada edad de Moret, 76 años, y su delicado estado de salud. Tras las consultas preceptivas el rey nombró en febrero de 1910 nuevo presidente del gobierno a José Canalejas, de quien el monarca consideraba que «tiene ideas avanzadas pero es inteligente y activo; sabrá imponer su autoridad». Se abría así una nueva etapa política.

## El proyecto de «regeneración democrática» de Canalejas
Canalejas pertenecía al ala más radical del liberalismo pero a partir de su llegada al gobierno consiguió hacerse con la jefatura del Partido Liberal del que había dicho que «necesita completar su organización democrática popular, propagandista, educadora, combatiente». En el gobierno moderó su radicalismo —«todo lo que sea forzar la evolución es destruirla», dijo— aunque en cuanto ocupó el cargo remarcó que «no he venido a ocupar la Presidencia del Consejo; he venido a ejercerla». Al mismo tiempo intentó recomponer las relaciones con el Partido Conservador y superar la «implacable hostilidad» que había manifestado Maura hacia los liberales, cuando éstos forzaron su desalojo del poder tras la crisis de la Semana Trágica. Con este fin le escribió a Maura: «Yo no puedo ser, yo no debo ser, yo no quiero ser jefe de una situación política en condiciones de incompatibilidad radical con el partido conservador, y añado que, para mí, el partido conservador no puede ni de debe tener, ni en lo que yo alcance a influir, tendrá otro jefe que usted». Por otro lado, el giro moderado de Canalejas le valió las críticas de socialistas y republicanos. Gumersindo de Azcárate llegó a decir que «la primera etapa de gobierno del señor Maura fue incomparablemente mejor que la suya».
El proyecto político de Canalejas, calificado de «regeneración democrática», «se asentaba sobre una nacionalización completa de la monarquía, en línea con las experiencias inglesa o italiana». Paradójicamente en este proyecto Canalejas concedió un especial protagonismo al rey que no debía asumir un papel simbólico sino implicarse en el proyecto de reformas que proponía, por lo que, como señala Moreno Luzón, «no es de extrañar que [Alfonso XIII] encajase a la perfección con su nuevo primer ministro». El rey le había confesado al embajador francés: «Yo he sido muy reaccionario, quizá más absolutista que ninguno de mis abuelos en el momento en que mis ideas se formaban, pero después he viajado, he visto las cosas de mi tiempo y estoy convencido de que [debo] cumplir en España una obra de progreso en el orden civil y social».
El programa de gobierno de Canalejas era el propio del intervencionismo liberal que «concebía al estado como el principal agente modernizador del país». Así abordó todos los problemas del momento, desde la cuestión social hasta la cuestión religiosa pasando por el problema de Marruecos o el problema catalán, y tuvo que hacer frente a una fuerte oposición por parte de la conjunción republicano-socialista, que entre otras cosas reclamaba la revisión del caso Ferrer, y, sobre todo, del Partido Conservador, que centró su confrontación en el proyecto de restricción de las actividades de las órdenes religiosas conocido como la Ley del Candado.

### La cuestión religiosa: la «Ley del Candado»

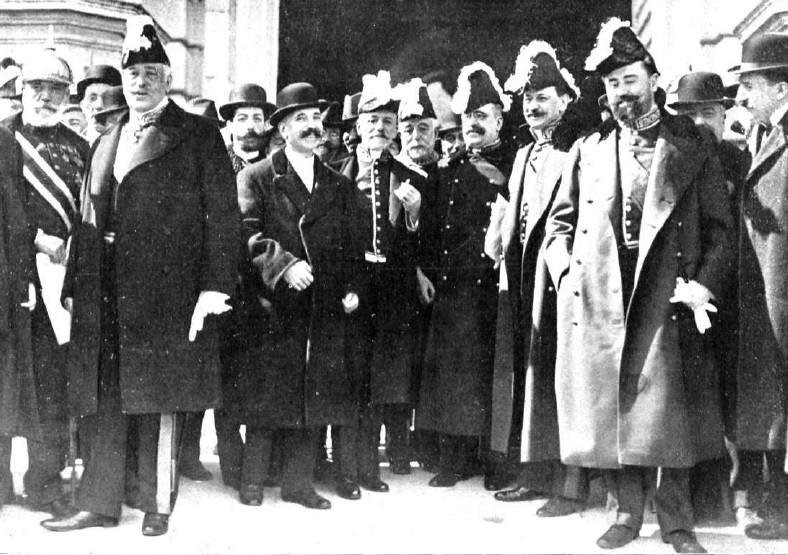
Canalejas y sus ministros a la salida del Palacio tras jurar los cargos durante la crisis de gobierno de marzo de 1912.

La política religiosa fue una de las prioridades del gobierno de Canalejas. El objetivo final de la misma, según Javier Tusell, era lograr una separación «amistosa» de la Iglesia y del Estado «a la que [Canalejas] quería llegar a través de negociaciones llevadas lo más discretamente posible». El problema fue que el Vaticano, «que por aquellos años estaba obsesionado con la condena del modernismo», no estaba dispuesto a modificar la posición de privilegio que tenía la Iglesia Católica en España.
Para fortalecer la posición del Estado Canalejas se propuso reducir el peso de las órdenes religiosas, mediante una ley que las tratara como asociaciones, excepto a las dos reconocidas en el Concordato de 1851. Mientras las Cortes debatían la nueva ley, se aprobó en diciembre de 1910 una disposición transitoria y temporal conocida como Ley del Candado según la cual no se podrían establecer nuevas órdenes religiosas en España durante los dos años siguientes. Pero la ley quedó prácticamente sin efecto al aprobarse una enmienda según la cual si pasados dos años no se había aprobado la nueva ley de asociaciones se levantaría la restricción. Y eso fue lo que acabó sucediendo pues esa ley nunca vio la luz y el número de religiosos siguió creciendo. A pesar de todo Canalejas, devoto católico, fue considerado el enemigo de la religión católica, en un momento en que se vivía bajo la conmoción producida por la revolución portuguesa de 1910 que había acabado con la Monarquía y proclamado la Primera República Portuguesa.
A Canalejas se le acusó de pretender '«descatolizar»' España y de estar al servicio de la masonería. En la campaña contra él tuvo un especial protagonismo la recién creada Asociación Católica Nacional de Propagandistas, encabezada por el abogado y periodista Angel Herrera Oria, y su periódico El Debate. La campaña católica se inició antes incluso de la discusión y aprobación de la "Ley del Candado" ya que comenzó en junio de 1910 con motivo de la aprobación por el gobierno de una norma que permitía a las confesiones no católicas exhibir algún signo externo en sus templos que los reconociera como tales. La confrontación entre el gobierno y la Iglesia Católica fue tan intensa que España llegó a retirar a su embajador ante la Santa Sede.
En cuanto al papel del rey, según Julio de la Cueva Merino, Alfonso XIII «hizo cuanto pudo para moderar los extremos más afilados de la política anticlerical del gabinete», insistiendo en que se restablecieran las relaciones diplomáticas con la Santa Sede y en que las medidas adoptadas por el gobierno se acordaran con ella. Según parece Alfonso XIII llegó a decir: «Es un gran corazón y una gran cabeza este Canalejas. No tiene más inconveniente que el estar un poco verde en la cosa religiosa, pero yo acabaré por catequizarlo». Además se dijo que la enmienda que dejó sin efecto la "Ley del Candado" fue introducida a propuesta del marqués de Comillas, un personaje muy próximo al rey. Pero la intervención más importante y polémica del rey en esta cuestión se produjo con motivo del XXII Congreso Eucarístico Internacional que se celebró en junio de 1911 en Madrid.
El día 28 de junio el rey se presentó sin previo aviso en la basílica de San Francisco el Grande donde se celebraba el acto de clausura del Congreso, lo que causó un gran escándalo en los medios liberales. Este fue aún mayor cuando al día siguiente reunió en el Palacio Real a los asistentes al Congreso, celebrándose allí de dos ceremonias religiosas: la entronización de la Eucaristía y la lectura por parte del secretario del Congreso, el padre claretiano Juan Postius, de una consagración de España a la Eucaristía.

Soberano Señor Sacramentado, Rey de Reyes y Señor de los dominan: Ante vuestro augusto trono de gracia y de misericordia se postra España entera, hija muy amada de vuestro Corazón. Somos vuestro pueblo. Reinad sobre nosotros. Que vuestro imperio dure siempre por los siglos de los siglos. Amén.

El conde de Romanones escribió en sus Memorias que la demostración de fuerza católica del Congreso, revalidada con la presencia del rey, hacía presagiar que «todos los avances que [los liberales] intentábamos… en aquel medio no podían prosperar; estaban de antemano condenados al fracaso». Así pues, según la mayoría de los autores, el rey con su presencia desautorizó la política religiosa de Canalejas, y de ahí que la prensa liberal criticara el hecho argumentando que había identificado a España con el clericalismo. Sin embargo, los historiadores Javier Tusell y Genoveva García Queipo de Llano afirman que Canalejas tuvo conocimiento de lo que iba a hacer el rey y que no puso impedimentos a que acudiera al acto de clausura y a que invitara a 55 de los prelados que intervinieron en él a un banquete en el Palacio Real, aunque sí le aconsejó que no fuera a la inauguración. De esta forma la presencia del rey cabría interpretarla como una prueba de la voluntad de conciliación del gobierno con Roma.
Por su parte el historiador Julio de la Cueva Merino afirma que en la época se dijo que el gobierno no tuvo conocimiento de lo que el rey iba a hacer, y en cuanto a los motivos que tuvo Alfonso XIII para actuar de la forma que lo hizo este historiador señala que el rey intentaba mejorar la imagen de España en los medios católicos presentándola en el discurso que pronunció en la basílica como «creyente, afable, hospitalaria, no áspera ni ceñuda como la describen nuestros enemigos», y que también pretendió suavizar las tensas relaciones que entonces mantenían el gobierno y el papa. Por otro lado, De la Cueva Merino resta importancia al acto de la consagración ya que «no la hizo el rey, sino un religioso, aunque fuera con la aprobación regia; ya se había realizado otra durante el Congreso Eucarístico Nacional de Valencia de 1893 y se realizaron otras dos, días después, en el Templo Nacional Expiatorio del Tibidabo de Barcelona y en la cripta de Nuestra Señora de la Almudena de Madrid.

### La cuestión social y el orden público
Mayor éxito tuvo el gobierno en las reformas emprendidas para abordar la cuestión social. Canalejas estaba convencido de que la forma de resolver los conflictos laborales era el arbitraje y la negociación entre patronos y obreros, por lo que favoreció el papel mediador del Instituto de Reformas Sociales creado en 1903, bajo el gobierno del conservador Francisco Silvela. Asimismo promulgó medidas encaminadas a mejorar las condiciones de vida y trabajo de la clase obrera. Entre ellas destacan la regulación de los contratos de aprendizaje, para acabar con los niños obreros; la prohibición del trabajo nocturno para las mujeres; la '«ley de la silla»' para las operarias; y la reforma de los tribunales industriales. Pero Canalejas no logró que se aprobara la ley de contratos colectivos de trabajo que era su proyecto estrella en este terreno, ya que se encontró con una oposición encarnizada a la misma.

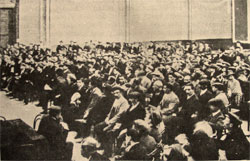
Congreso fundacional de la CNT en 1910

Durante el gobierno de Canalejas se produjo un gran incremento de las huelgas, motivado por el fortalecimiento y la expansión de las organizaciones obreras. El abandono del aislamiento por parte de los socialistas con la formación en noviembre de 1909 de la conjunción republicano-socialista que llevó al Congreso de los Diputados a su secretario general Pablo Iglesias estimuló la rápida expansión del PSOE y sobre todo del sindicato UGT, mientras que la corriente obrera mayoritaria anarcosindicalista se consolidó con el nacimiento en 1910 de la Confederación Nacional del Trabajo. La respuesta del gobierno fue alternar el arbitraje con la represión, como ocurrió con la huelga general revolucionaria de 1911 que motivó la disolución de la CNT y el procesamiento de los dirigentes de UGT. En referencia a esta huelga general, un «delito de lesa patria» según Canalejas, el presidente del gobierno dijo lo siguiente en una carta enviada al general Weyler, capitán general de Cataluña: «Yo le he ofrecido al Rey y al país que el domingo [día de la huelga general] disfrutarán los españoles de tranquilidad, seguros de que no hay huelga ferroviaria, que, tratándose de conflictos aislados entre el capital y el trabajo, es perfectamente lícita y justa, pero que tratándose de una conflagración general para suspender la vida de la nación, tratándose de imponerse brutalmente, inicuamente a la sociedad y al poder público, es un acto evidente de rebelión». Pero también supo ser indulgente proponiendo al rey la conmutación de las penas de muerte a los seis condenados por los sucesos de Cullera, a diferencia de lo que había hecho Antonio Maura tras la Semana Trágica de Barcelona.
La política de firmeza en el mantenimiento del orden público también se pudo comprobar cuando se produjo la rebelión de la fragata blindada Numancia cuya tripulación amotinada en la madrugada del 1 al 2 de agosto de 1911 amenazó con bombardear Málaga si no se declaraba la república. El cabecilla del motín, Antonio Sánchez Moya, fue juzgado de forma sumaria y ejecutado el 9 de agosto ante la flota en pleno presidida por el ministro de Marina, en medio de tumultuosas protestas en Barcelona y Cádiz por la actitud indiferente de rey. El único detenido que permanecía condenado a muerte por aquellos acontecimeintos fue indultado en enero de 1912 por la intervención del rey, quien según el embajador italiano pretendía evitar la repetición del caso Ferrer. Según el embajador británico el «acto de clemencia» «alabado por toda la prensa» «ha proporcionado gran popularidad al rey».
La rebelión de la fragata Numancia se produjo en el contexto del impacto que produjo en España la proclamación de la República en octubre de 1910 en Portugal. Se hicieron planes para llevar a cabo una intervención armada para restaurar en el trono al rey Manuel II de Portugal, que había mantenido una especie de pacto con Alfonso XIII para la defensa de los respectivos tronos, pero la oposición decidida de Canalejas, que amenazó con presentar la dimisión, junto con el veto de Gran Bretaña, los desbarató, incluido el apoyo a los conspiradores portugueses que actuaban desde Galicia.

### Los «consumos» y el servicio militar

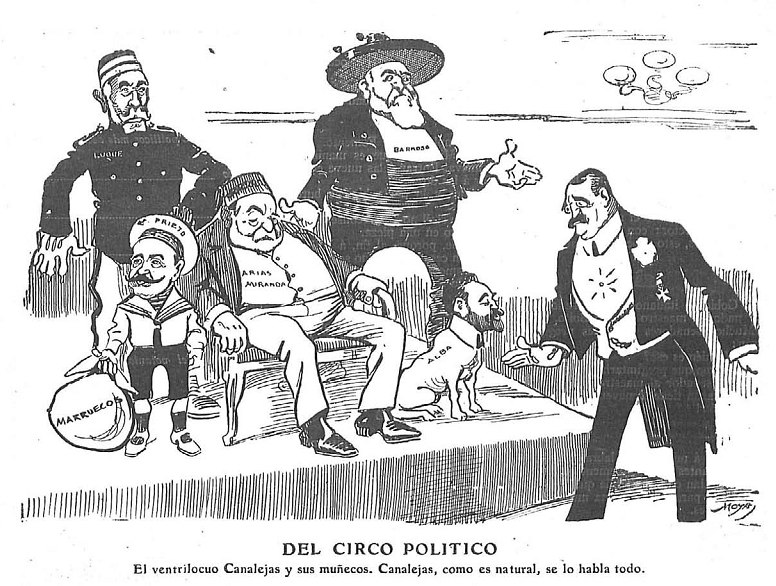
«Del circo político», en Gedeón, abril de 1912. Los liberales Luque y Coca, García Prieto, Arias Miranda, Barroso, Alba y Canalejas.

Canalejas también se ocupó de dos de las más antiguas reivindicaciones de las clases populares que motivaban periódicas protestas y motines: la abolición de los impuestos indirectos conocidos como los consumos que gravaban los productos básicos, aumentando así su precio; y las desigualdades a la hora de hacer del servicio militar. Los «consumos», a los que el propio Canalejas consideraba «una expoliación del proletariado», fueron suprimidos. Pero para conseguir la aprobación de la ley que los sustituía por un impuesto progresivo sobre las rentas urbanas, que tendrían que pagar las clases acomodadas, Canalejas tuvo que emplearse a fondo con los diputados de su propio partido que se oponían al proyecto, amenazándoles con que «quien no vote [esta ley] está frente a mí y está fuera del partido liberal, sometido a mi jefatura por su voluntad». A pesar de todo treinta diputados votaron en contra.
En cuanto a la segunda reivindicación popular, en 1912 se estableció el servicio militar obligatorio, con la aprobación de la Ley de Reclutamiento y Reemplazo del Ejército, aunque sólo en tiempo de guerra, lo que suponía poner fin a la '«redención en metálico» que permitía a las familias acomodadas que sus hijos no hicieran el servicio militar pagando una determinada cantidad de dinero —«resultaba especialmente sangrante que la derecha conservadora hablara de patriotismo cuando sus hijos eran los que evitaban por ese procedimiento el servicio de las armas», afirma Javier Tusell—. Pero para tiempo de paz se optó por una solución intermedia ya que al parecer no se podía prescindir de las redenciones en metálico para financiar al ejército. Así nacieron los llamados «soldados de cuota», reclutas que sólo hacían un servicio militar de cinco meses si pagaban 2.000 pesetas y de diez meses si pagaban 1.500 —esta última cantidad era la que ganaba un jornalero en un año—. Como una especie de compensación, la ley estableció también que los hijos únicos de las familias pobres quedaron exentos del servicio militar.

### La cuestión regional: la Mancomunidad de Cataluña

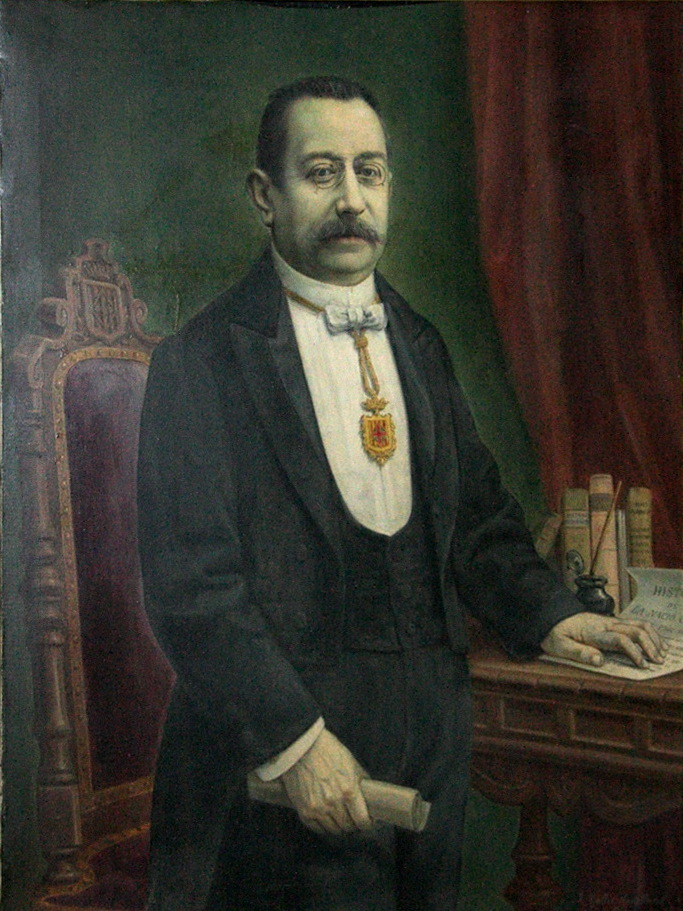
Retrato de Enric Prat de la Riba, cuando era presidente de la Diputación Provincial de Barcelona.

Al principio de su carrera política Canalejas se había mostrado partidario del Estado centralista llegando a decir que de una mayor autonomía local no podía «salir nada bueno», pero cuando llegó a la presidencia del gobierno había cambiado de postura. Declaró entonces que «un liberal centralista era un sujeto digno de la Paleontología o la Arqueología». Así Canalejas se propuso satisfacer las demandas de la catalanista Lliga Regionalista mediante la creación de una nueva instancia regional que integrara a las cuatro diputaciones catalanas bajo el nombre de Mancomunidad de Cataluña y que estaría encabezada por uno de los líderes de la Lliga Enric Prat de la Riba, entonces presidente de la Diputación de Barcelona. Pero este proyecto se vio obstaculizado por un sector de su propio partido encabezado por Segismundo Moret, y apoyado por el diputado Niceto Alcalá Zamora. Para conseguir el respaldo de la mayoría de los diputados liberales Canalejas tuvo que pronunciar uno de sus mejores discursos parlamentarios, y aun así 19 de sus diputados, entre ellos Moret, votaron en contra. El proyecto fue aprobado el 5 de junio de 1912 por el Congreso de Diputados, pero cuando murió Canalejas aún no había sido ratificado por el Senado, por lo que no entró en vigor hasta diciembre de 1913, y la Mancomunidad de Cataluña no se constituiría hasta marzo de 1914.

### El problema de Marruecos
Canalejas tuvo éxito al abordar el problema de Marruecos, al conseguir en mayo de 1911 asegurar el control de la «zona de influencia» española con la toma de Arcila, Larache y Alcazarquivir, en respuesta a la toma de Fez por los franceses, lo que le permitió negociar con Francia, contando con la mediación de Gran Bretaña, el establecimiento definitivo del protectorado español de Marruecos. Según Javier Tusell y Genoveva García Queipo de Llano fue entonces cuando el rey empezó a interesarse y a intervenir en la política española sobre Marruecos. «En adelante una parte sustancial del tiempo que el monarca dedicaba a los asuntos de Estado se centraría en Marruecos» y «mantuvo relación directa con las autoridades españolas del norte de África» y con Francia por encima de los gobiernos, y también quiso estar informado de la marcha de las explotaciones mineras españolas. De hecho en enero de 1911 el rey realizó un viaje a Melilla acompañado de Canalejas durante el cual estuvo en Nador y visitó las Minas del Rif, y siguió detenidamente y dio su opinión a veces decisiva en las negociaciones que mantuvieron los gobiernos de Francia y España sobre la delimitación de sus respectivas áreas de protectorado. También intervino en la elaboración de los planes militares de ocupación del territorio marroquí que había correspondido a España y envió como representante suyo al general Emilio Barrera para que estudiara la viabilidad de la ocupación de Tetuán. Uno de los militares que informó al rey de la situación en Marruecos fue el entonces teniente coronel Manuel Fernández Silvestre, el futuro jefe de las tropas españolas en el desastre de Annual, quien en un informe le dijo que era «un problema de transcendental importancia para nuestra personalidad como Nación europea el dar cima a la empresa confiada a transformar un pueblo de las condiciones de Marruecos» —describía Alcazarquivir como «modelo de población sucia, rodeada de montañas de estiércol que la desidia y la indolencia de sus habitantes ha ido depositando durante siglos»—. Una idea sobre la «misión» de España en Marruecos que compartían el rey y la mayor parte de la clase política española.

## El asesinato de Canalejas
A principios de noviembre de 1912 se había llegado al acuerdo definitivo con Francia sobre Marruecos, pero la firma del tratado prevista para finales de mes, no la pudo realizar Canalejas porque fue asesinado el día 12 por un anarquista en la Puerta del Sol de Madrid.
La desaparición de Canalejas tuvo una gran importancia en la vida política española pues dejó sin liderazgo a uno de los partidos del turno, el liberal, que durante el resto del reinado de Alfonso XIII no fue capaz de reconstruir, resultando dividido en fracciones, lo que contribuyó a la crisis del régimen político de la Restauración.

## Composición del gobierno
| Composición del Gobierno |                                                                |                         |                                              |
| Cargo                    | Titular                                                        | Inicio                  | Fin                                          |
| Presidente               | José Canalejas Méndez                                          | 9 de febrero de 1910    | 12 de noviembre de 1912                      |
| Presidente               | Manuel García Prieto (interino tras el asesinato de Canalejas) | 12 de noviembre de 1912 | 14 de noviembre de 1912                      |
| Estado                   | Manuel García Prieto                                           | 9 de febrero de 1910    | 14 de noviembre de 1912 (siguiente Gobierno) |
| Gracia y Justicia        | Trinitario Ruiz Valarino                                       | 9 de febrero de 1910    | 3 de abril de 1911                           |
| Gracia y Justicia        | Antonio Barroso Castillo                                       | 3 de abril de 1911      | 29 de junio de 1911                          |
| Gracia y Justicia        | José Canalejas Méndez                                          | 29 de junio de 1911     | 12 de marzo de 1912                          |
| Gracia y Justicia        | Antonio Barroso Castillo                                       | 12 de marzo de 1912     | 14 de noviembre de 1912 (siguiente Gobierno) |
| Guerra                   | Ángel Aznar y Butigieg                                         | 9 de febrero de 1910    | 3 de abril de 1911                           |
| Guerra                   | Agustín de Luque y Coca                                        | 3 de abril de 1911      | 14 de noviembre de 1912 (siguiente Gobierno) |
| Hacienda                 | Eduardo Cobián                                                 | 9 de febrero de 1910    | 3 de abril de 1911                           |
| Hacienda                 | Tirso Rodrigáñez y Sagasta                                     | 3 de abril de 1911      | 12 de marzo de 1912                          |
| Hacienda                 | Juan Navarro Reverter                                          | 12 de marzo de 1912     | 14 de noviembre de 1912 (siguiente Gobierno) |
| Marina                   | Diego Arias de Miranda                                         | 9 de febrero de 1910    | 3 de abril de 1911                           |
| Marina                   | José Pidal Rebollo                                             | 3 de abril de 1911      | 14 de noviembre de 1912 (siguiente Gobierno) |
| Gobernación              | Fernando Merino Villarino                                      | 9 de febrero de 1910    | 2 de enero de 1911                           |
| Gobernación              | Demetrio Alonso Castrillo                                      | 2 de enero de 1911      | 3 de abril de 1911                           |
| Gobernación              | Trinitario Ruiz Valarino                                       | 3 de abril de 1911      | 29 de junio de 1911                          |
| Gobernación              | Antonio Barroso Castillo                                       | 29 de junio de 1911     | 14 de noviembre de 1912 (siguiente Gobierno) |
| Instrucción Pública      | Álvaro de Figueroa y Torres                                    | 9 de febrero de 1910    | 2 de enero de 1911                           |
| Instrucción Pública      | Amós Salvador Rodrigáñez                                       | 2 de enero de 1911      | 3 de abril de 1911                           |
| Instrucción Pública      | Amalio Gimeno y Cabañas                                        | 3 de abril de 1911      | 12 de marzo de 1912                          |
| Instrucción Pública      | Santiago Alba Bonifaz                                          | 3 de abril de 1912      | 14 de noviembre de 1912 (siguiente Gobierno) |
| Fomento                  | Fermín Calbetón y Blanchón                                     | 9 de febrero de 1910    | 2 de enero de 1911                           |
| Fomento                  | Rafael Gasset Chinchilla                                       | 2 de enero de 1911      | 12 de marzo de 1912                          |
| Fomento                  | Miguel Villanueva                                              | 12 de marzo de 1912     | 14 de noviembre de 1912 (siguiente Gobierno) |